# Cuarteto de cuerda n.º 12 (Mozart)
El Cuarteto de cuerda n.º 12 en si bemol mayor, K. 172, fue escrito por Wolfgang Amadeus Mozart en septiembre de 1773, en Viena, al poco de instalarse definitivamente en esta ciudad. Se trata del quinto de una serie de seis cuartetos, conocidos como Cuartetos vieneses.

## Estructura
Consta de cuatro movimientos:
1. Allegro spiritoso.
2. Adagio.
3. Menuetto.
4. Allegro assai.